# Les Malheurs d'un photographe
Les Malheurs d'un photographe és un curtmetratge mut francès del 1908 de Georges Méliès. Als Estats Units, va ser venut per la Star Film Company de Méliès i està numerat 1250–1252 als seus catàlegs. No se'n sap cap llançament francès en aquell moment.
La primera escena inclou notablement, com a part de la decoració, un bust de Jean-Eugène Robert-Houdin, el predecessor de Méliès per qui va rebre el nom del seu Théâtre Robert-Houdin. Molts dels accessoris de la pel·lícula es van reciclar de pel·lícules anteriors de Méliès o es reciclarien més tard: l'armari s'havia utilitzat a La Douche d'eau bouillante (1907) i l'aparell fotogràfic a Une chute de cinq étages (1906), mentre que la llar de foc i els canelobres reapareixen a Le Locataire diabolique (1909).
El protagonista no està identificat, però sembla ser el mateix actor que el protagonista de Le Rêve d'un fumeur d'opium de Méliès, feta el mateix any. La segona escena es filma a l'aire lliure, davant del més gran dels dos edificis d'estudis de Méliès (Estudi B); la seva paret de vidre es pot veure al fons.